# Agabus austinii
Agabus austinii är en skalbaggsart som beskrevs av Sharp 1882. Agabus austinii ingår i släktet Agabus och familjen dykare. Inga underarter finns listade i Catalogue of Life.